# Campeonato de Primera División 1926 de la AAmF (Argentina)
El Campeonato de Primera División de 1926 de la disidente Asociación Amateurs de Football fue el cuadragésimo sexto torneo de la Primera División del fútbol argentino y el último organizado por esa entidad. Se jugó en una sola ronda por el sistema de todos contra todos, entre el 4 de abril y el 21 de noviembre. Con 26 participantes, fue la temporada de Primera con más equipos en su momento.
El campeón fue el Club Atlético Independiente, que consiguió su segunda consagración. 
En otro orden, el concurso de la Asociación Argentina consagró al Club Atlético Boca Juniors.

## Ascensos y descensos
| Pos | Equipo ascendido |
| --- | ---------------- |
| 1.º | Talleres (RdE)   |

| Equipos descendidos en la temporada 1925 |
| ---------------------------------------- |
| No hubo                                  |

De este modo, el número de equipos participantes aumentó a 26.

## Tabla de posiciones final
| Pos  | Equipo                  | Pts | PJ | G  | E  | P  | GF | GC | Dif |
| ---- | ----------------------- | --- | -- | -- | -- | -- | -- | -- | --- |
| 1.º  | Independiente           | 46  | 25 | 21 | 4  | 0  | 75 | 14 | 61  |
| 2.º  | San Lorenzo             | 45  | 25 | 21 | 3  | 1  | 71 | 21 | 50  |
| 3.º  | Platense                | 37  | 25 | 16 | 5  | 4  | 41 | 18 | 23  |
| 4.º  | Racing Club             | 34  | 25 | 16 | 2  | 7  | 51 | 36 | 15  |
| 5.º  | Gimnasia y Esgrima (LP) | 33  | 25 | 13 | 7  | 5  | 41 | 27 | 14  |
| 6.º  | Lanús                   | 33  | 25 | 13 | 7  | 5  | 38 | 28 | 10  |
| 7.º  | Vélez Sarsfield         | 31  | 25 | 10 | 11 | 4  | 38 | 27 | 11  |
| 8.º  | Sportivo Palermo        | 31  | 25 | 14 | 3  | 8  | 51 | 38 | 13  |
| 9.º  | Quilmes                 | 29  | 25 | 13 | 3  | 9  | 46 | 22 | 14  |
| 10.º | Sportivo Almagro        | 28  | 25 | 12 | 4  | 9  | 26 | 25 | 1   |
| 11.º | River Plate             | 24  | 25 | 10 | 4  | 11 | 32 | 24 | 8   |
| 12.º | Defensores de Belgrano  | 24  | 25 | 10 | 4  | 11 | 24 | 32 | -8  |
| 13.º | Tigre                   | 22  | 25 | 7  | 8  | 10 | 32 | 36 | -4  |
| 14.º | Talleres (RdE)          | 22  | 25 | 10 | 2  | 13 | 28 | 36 | -8  |
| 15.º | Estudiantes (LP)        | 21  | 25 | 8  | 5  | 12 | 37 | 35 | 2   |
| 16.º | Ferro Carril Oeste      | 20  | 25 | 7  | 6  | 12 | 28 | 37 | -9  |
| 17.º | Barracas Central        | 19  | 25 | 7  | 5  | 13 | 31 | 42 | -11 |
| 18.º | Estudiantil Porteño     | 19  | 25 | 5  | 9  | 11 | 25 | 38 | -13 |
| 19.º | Sportivo Buenos Aires   | 19  | 25 | 7  | 5  | 13 | 24 | 39 | -15 |
| 20.º | Excursionistas          | 19  | 25 | 6  | 7  | 12 | 23 | 43 | -20 |
| 21.º | Banfield                | 19  | 25 | 5  | 9  | 11 | 16 | 37 | -21 |
| 22.º | San Isidro              | 18  | 25 | 8  | 2  | 15 | 32 | 46 | -14 |
| 23.º | Liberal Argentino       | 18  | 25 | 7  | 4  | 14 | 21 | 37 | -16 |
| 24.º | Estudiantes (BA)        | 17  | 25 | 6  | 5  | 14 | 22 | 45 | -23 |
| 25.º | Argentino del Sud       | 14  | 25 | 5  | 4  | 16 | 22 | 56 | -34 |
| 26.º | Atlanta                 | 8   | 25 | 1  | 6  | 18 | 22 | 58 | -36 |

## Goleador
| Jugador              | Jugador       | Goles | Equipo        |
| -------------------- | ------------- | ----- | ------------- |
| Bandera de Argentina | Manuel Seoane | 29    | Independiente |